# 즐겁게 놀아보세
《즐겁게 놀아보세》(일본어: あそびあそばせ 아소비 아소바세[*])는 스즈카와 린이 지은 일본의 만화다. 하쿠센샤의 만화 잡지 《영 애니멀 아라시》 2015년 6호에 단편 게재 후, 하쿠센샤의 웹코믹 사이트 《영 애니멀 Densi》에서 2015년 6월 26일부터 연재를 개시했다. 제30화부터 하쿠센샤의 《영 애니멀》에 이적해 2016년 23호부터 2022년 22호까지 연재되었다. 2022년 11월 시점에서 누계 발행 부수는 220만 부를 돌파했다.

## 줄거리
중학교 2학년의 혼다 하나코는 스포츠 만능으로 공부도 학년 2등의 재능을 타고 난 소녀이다. 그런 하나코에게는 고민이 있었다. 학교에 아직 한 명도 친구가 없었던 것이다. 화려하고 반짝반짝한 여자아이들에게 동경은 하지만 자신은 그렇게 될 수 없다고 겁만 먹었다.
그럴 때, 반에 외국인(인척하고 있는) 올리비아가 전학 왔다. 올리비아와는 이상하게 금방 풀렸다. 함께 놀고 있으면 「시끄러워요」와 같은 반의 과묵한 여자아이 노무라 카스미에게 주의를 받았다. 그러나 올리비아는 그런 카스미도 끌어들이고, 세 사람은 사이좋게 되어 간다.
본작은, 혼다 하나코와 올리비아, 노무라 카스미와의 사건을 중심으로, 처녀들의 학원 생활을 그린 작품이다.

## 등장인물

### 놀이인연구회
혼다 하나코(本田華子)
성우 - 키노 히나
본작의 주인공 중 한 명. 울보이자 활발한 땋은 머리와 얇은 가슴이 특징인 미소녀. 중학교 2학년(14세).
올리비아(オリヴィア)
성우 - 나가에 리카
본작의 주인공 중 한 명. 긴 웨이브 머리에 금발 벽안의 미소녀. 머리 모양은 자주 바뀐다.
노무라 카스미(野村香純)
성우 - 코하라 코노미
본작의 주인공 중 한 명. 단발컷과 안경, 거유가 특징인 미소녀.

### 초자연현상과학부
오카(岡)
성우 - 카나자와 마이
2학년 4반. 마법사 같은 고깔모자와 삐걱거리는 눈이 특징인 오컬트 마니아.
마토 아구리(間桐あぐり)
성우 - 토다 메구미
2학년 1반. 오카와 같은 고깔모자를 쓰고 있고, 올림머리와 타래눈이 특징인 미소녀.

### 신문부
쿠루메 츠츠지(來米躑躅)
아주 천진난만한 신문부의 부장. 앞머리를 짧게 자른 히메컷이 특징인 미소녀(뒤로 앞머리가 자라 이미지 체인지 했다).
사에구사 나즈나(七種なずな)
신문부의 부부장. 왼쪽 일부를 땋은 긴 머리와 안경이 특징인 미소녀.
쿠보타 미유키(久保田みゆき)
항상 스마트폰을 들고 있는 웨이브 보브 미소녀.

### 미술부
토시야 네루 (利屋 ねる)
미술부 부장으로 3학년.
스즈키 사치코(鈴木幸子)
미술부 3학년 부원.
키라라 미유(雲母美優)
미술부 3학년 부원.

### 학생회
학생회장
성우 - 이노우에 호노카
본명 불명. 하나코가 다니는 여자학교의 학생회장. 안경을 쓰고 있다.
학생회 부회장
성우 - 카나자와 마이
본명 불명. 하나코가 다니는 여자학교의 학생회 부회장. 맞은편의 남자학교의 학생회 전원과 육가닥다리 할 정도의 교제 경험.
스고사와 유미코(双沢ゆみこ)
학생회의 회계.
스고사와 유코(双沢 ゆうこ)
학생회의 서기.

### 놀이연을 둘러싼 인물
히구치 치사토(樋口 千紗都)
성우 - 마에카와 료코
하나코의 반의 부담임으로, 담당과목은 영어. 하나코와 같은 중학교 졸업생으로, 선배가 된다.
사이난(済南)
성우 - 마스타니 야스노리
하나코의 반의 담임인 중년 남성. 담당 교과목은 국어.
타카야나기(高姉)
성우 - 사이가 미츠키
하나코가 다니는 여자학교의 생활지도 교사. 남자로 보일 정도의 얼굴과 체격의 소유자. 3학년 수영부 부장과는 자매이며, 외모도 비슷하다.
마에다(前多)
성우 - 오키아유 료타로
하나코의 집이 고용하고 있는 집사 남성. 하나코와 남동생 켄타로가 어릴 적부터 고용되어 가족이나 다름없는 교제이다.
하나코의 어머니.
성우 - 세키네 아키라
목소리만 등장. 하나코가 말하기를 빈유인 것 같다.
혼다 켄타로
성우 - 후데무라 에이신
하나코의 남동생.

## 서지 정보
- 스즈카와 린 《즐겁게 놀아보세》 하쿠센샤〈제츠 코믹스(제1권)·영 애니멀 코믹스(제2권 이후)〉, 전 15권
  1. 2016년 2월 29일 발매[6], ISBN 978-4-592-14179-2
  2. 2016년 8월 29일 발매[7], ISBN 978-4-592-14180-8
  3. 2017년 2월 28일 발매[8], ISBN 978-4-592-14708-4
  4. 2017년 8월 29일 발매[9], ISBN 978-4-592-14709-1
  5. 2018년 1월 26일 발매[10], ISBN 978-4-592-14710-7
  6. 2018년 6월 29일 발매[11], ISBN 978-4-592-16126-4
  7. 2018년 12월 26일 발매[12], ISBN 978-4-592-16127-1
    - 『애니 DVD 포함 한정판』같은 날 발매[13], ISBN 978-4-592-10522-0

  8. 2019년 8월 29일 발매[14], ISBN 978-4-592-16128-8
  9. 2020년 2월 28일 발매[15], ISBN 978-4-592-16129-5
  10. 2020년 8월 28일 발매[16], ISBN 978-4-592-16130-1
  11. 2021년 2월 26일 발매[17], ISBN 978-4-592-16196-7
  12. 2021년 7월 29일 발매[18], ISBN 978-4-592-16197-4
  13. 2022년 1월 28일 발매[19], ISBN 978-4-592-16198-1
  14. 2022년 11월 29일 발매[20][4], ISBN 978-4-592-16199-8
  15. 2022년 11월 29일 발매[21][4], ISBN 978-4-592-16200-1

## TV 애니메이션
2018년 7월부터 9월까지 AT-X 등에서 방송되었다.

### 스태프
- 원작 - 스즈카와 린
- 감독 - 키시 세이지
- 부감독 - 키노메 유우
- 시리즈 구성 - 카키하라 유코
- 캐릭터 디자인·총작화 감독 - 쿠로사와 케이코
- 미술 감독 - 운노 유키
- 미술 설정 - 스에 노부히토, 시와 시오리
- 색채 설계 - 이토 사키코
- 촬영 감독 - 콘도 신요
- 편집 - 사카모토 마사노리
- 음향 감독 - 이이다 사토키
- 음악 - 코우다 마사토
- 음악 제작 - KADOKAWA
- 프로듀서 - 타나카 쇼, 야마다 시게키, 이이즈카 아야, 키무라 카오리, 오가타 미츠히로
- 애니메이션 프로듀서 - 히가 유지
- 애니메이션 제작 - Lerche
- 제작 - 즐겁게 놀아보세 제작위원회

### 주제가
스리피스(スリピス)
오프닝 테마. 작사·작곡·편곡은 타나카 시즈쿠. 노래는 혼다 하나코(키노 히나), 올리비아(나가에 리카), 노무라 카스미(코하라 코노미).
음침 캐릭터 임펄스(インキャインパルス)
엔딩 테마. 작사는 미즈노 겐키, 작곡·편곡은 무츠키 슈헤이. 노래는 혼다 하나코(키노 히나), 올리비아(나가에 리카), 노무라 카스미(코하라 코노미) feat. Ikepy & KSKN.

### 에피소드 목록
| 화수   | 제목 | 그림 콘티       | 연출            | 작화 감독 | 방송일   |
| ------ | --- | --------------- | --------------- | --- | -------- |
| 제1화  | CONTENTS1 「等価交換」 등가교환 CONTENTS2 「チープなスリル」 값싼 스릴 CONTENTS3 「遊び人」 놀이인 CONTENTS4 「優しい変態」 상냥한 변태                                              | 키노메 유우     | 오오야 유지     | 야마다 마사루 히구치 히로미 후지타 아야노 | 7월 8일  |
| 제2화  | CONTENTS5 「暇つぶし」 심심풀이 CONTENTS6 「友情ゲーム」 우정 게임 CONTENTS7 「魔女裁判」 마녀재판 CONTENTS8 「ノンタイトルマッチ」 논타이틀 매치                                    | 키노메 유우     | 마지마 타카히로 | 호리에 유미 야마우치 다이스케 히구치 히로미 카와노 노조미                                                                                         | 7월 15일 |
| 제3화  | CONTENTS9 「絶対に負けられない戦い」 절대 질 수 없는 싸움 CONTENTS10 「操り人形」 꼭두각시 인형 CONTENTS11 「命懸け」 목숨 걸기                                                      | 키노메 유우     | 스즈키 타쿠오   | 호리에 유미 야마다 마사루 이와사 토모코 히구치 히로미 요코모리 치에 카와노 노조미 후지타 아야노                                                   | 7월 22일 |
| 제4화  | CONTENTS12 「下半身からビーム」 하반신에서 빔 CONTENTS13 「目クソ鼻クソ」 눈곱 코딱지 CONTENTS14 「不法占拠」 불법 점거 CONTENTS15 「尻遊び」 엉덩이 놀이                            | 키노메 유우     | 시바타 유스케   | 호리에 유미 야마다 마사루 이와사 토모코 히구치 히로미 요코모리 치에 카와노 노조미 후지타 아야노                                                   | 7월 29일 |
| 제5화  | CONTENTS16「悪魔的センス」 악마적 센스 CONTENTS17 「誘導尋問」 유도신문 CONTENTS18 「前多の呪い」 마에다의 저주 CONTENTS19 「性教育」 성교육                                         | 키노메 유우     | 키무라 신이치로 | 호리에 유미 코누마 카츠스케 야마다 마사루 이와사 토모코 히구치 히로미 요코모리 치에 후지타 아야노                                                 | 8월 5일  |
| 제6화  | CONTENTS20 「アスタリスク」 애스터리스크 CONTENTS21 「テスト勉強」 시험공부 CONTENTS22 「イメチェン」 이미지 체인지 CONTENTS23 「激闘、再び」 격투, 또다시                           | 키노메 유우     | 마노 아키라     | 쿠로사와 케이코 호리에 유미 코누마 카츠스케 오노기 미츠나오 야마다 마사루 이와사 토모코 히구치 히로미 요코모리 치에                               | 8월 12일 |
| 제7화  | CONTENTS24 「怪盗・あそ研」 괴도・놀연 CONTENTS25 「恐怖の女」 공포의 여자 CONTENTS26 「電波でGO」 전파로 GO CONTENTS27 「おっぱいの悲劇」 가슴의 비극                               | 키노메 유우     | 하마다 쇼타     | 쿠로사와 케이코 히구치 히로미 이와사 토모코 오노기 미츠나오 후지타 아야노 코누마 카츠스케 호리에 유미 야마다 마사루                               | 8월 19일 |
| 제8화  | CONTENTS28 「バイキン、ゲットだぜ」 세균, 넌 내 거야! CONTENTS29 「神の啓示」 신의 계시 CONTENTS30 「魔のスゴロク」 마의 주사위 놀이                                                 | 키노메 유우     | 마지마 타카히로 | 쿠로사와 케이코 히구치 히로미 이와사 토모코 오노기 미츠나오 후지타 아야노 코누마 카츠스케 호리에 유미 야마다 마사루                               | 8월 26일 |
| 제9화  | CONTENTS31 「エセ外国人の悩み」 사이비 외국인의 고민 CONTENTS32 「ダッチなワイフ」 더치한 와이프 CONTENTS33 「遺伝子操作」 유전자 조작                                               | 키노메 유우     | 스즈키 요시나리 | 쿠로사와 케이코 히구치 히로미 이와사 토모코 코누마 카츠스케 호리에 유미 야마가타 쿠리카                                                           | 9월 2일  |
| 제10화 | CONTENTS34 「心がぴょんぴょん」 마음이 폴짝폴짝 CONTENTS35 「華子のハレンチ裁判」 하나코의 파렴치 재판 CONTENTS36 「ティンPOの秘密」 거시GI의 비밀 CONTENTS37 「映画制作」 영화 제작 | 키노메 유우     | 시바타 유스케   | 쿠로사와 케이코 히구치 히로미 이와사 토모코 코누마 카츠스케 練馬ネリ 호리에 유미 야마다 마사루 후지타 아야노                                      | 9월 9일  |
| 제11화 | CONTENTS38「さよなら生徒会長」 안녕, 학생회장 CONTENTS39「オカケン・ウィッチ・プロジェクト」 오컬연 마녀 프로젝트 CONTENTS40「顔面凶器」 안면 흉기                                   | 키노메 유우     | 사사키 스미토   | 쿠로사와 케이코 히구치 히로미 이와사 토모코 코누마 카츠스케 오노기 미츠나오 호리에 유미 야마다 마사루 후지타 아야노                               | 9월 16일 |
| 제12화 | CONTENTS41「ダニエル」 다니엘 CONTENTS42「ブラ会議」 브라 회의 CONTENTS43「メルヘン・バトルロワイヤル」 메르헨・배틀 로열 CONTENTS44「紙のみぞ戦争」 종이에서만 전쟁                 | 키노메 유우     | 하마다 쇼타     | 쿠로사와 케이코 히구치 히로미 이와사 토모코 코누마 카츠스케 야마모토 유미코 카와다 이즈미 오노기 미츠나오 호리에 유미 야마다 마사루 후지타 아야노 | 9월 23일 |
| OVA1   | CONTENTS45「おとうと」 남동생 | 세무라 슌이치로 | 마지마 타카히로 | 히구치 히로미 후지타 아야노 호리에 유미 히라야마 칸나                                                                                             | -        |
| OVA2   | CONTENTS46「アームストロング」 암스트롱 | 세무라 슌이치로 | 마지마 타카히로 | 히구치 히로미 오노기 미츠나오 | -        |
| OVA3   | CONTENTS EX1「コスプレ大会」 코스프레 대회 CONTENTS EX2「大人の私へ」 어른의 나에게                                                                                                  | 세무라 슌이치로 | 마지마 타카히로 | 히구치 히로미 이와사 토모코 야마모토 유미코 오노기 미츠나오                                                                                       | -        |